# Mens Sana Basketball Siena
La Note Di Siena Mens Sana Basketball , comunemente nota anche come Mens Sana Siena o più semplicemente Mens Sana, è una società italiana di pallacanestro di Siena.
Rinomata per essere la terza squadra di Siena.Nata come sezione autonoma della polisportiva Mens Sana in Corpore Sano 1871 con il nome di Mens Sana Basket, dal 2000 al 2014 fu nota, per ragioni di sponsorizzazione, come Montepaschi Siena. Durante questo periodo vinse sei scudetti, tre Coppe Italia, sei Supercoppe italiane e una Coppa Saporta, oltre ad altri titoli che sono stati però revocati. 
Dichiarata fallita per irregolarità finanziarie nel 2014, fu rifondata a opera della Polisportiva Mens Sana con il nome Mens Sana Basket 1871 e ammessa al campionato di Serie B, militando poi per quattro stagioni in Serie A2. Esclusa nel 2019 a campionato in corso, è ripartita dal campionato di Promozione nella stagione 2019-2020. Nella stagione 2024-2025 ha militato nel campionato di serie b interregionale centrando l'obbiettivo di rimanere nella serie.

## Storia

### Mens Sana Basket

#### Gli inizi

La Sapori nella stagione 1974-75

La Mens Sana Basket nasce come sezione autonoma della polisportiva Mens Sana in Corpore Sano 1871. La gestione dei crescenti impegni e delle crescenti necessità sul piano logistico ed organizzativo hanno fatto sì che la sezione Pallacanestro della Mens Sana venisse distaccata dalla gestione globale della Polisportiva, pur rimanendo una branca della Polisportiva stessa e di cui utilizza gli impianti. Un primo tentativo di distacco dalla casa madre fu tentato già negli anni settanta, dopo l'approdo in Serie A, con il presidente Bruttini. Ma il vero passo in avanti fu fatto sotto la presidenza di Luca Lanfredini, che portò alla costituzione dell'attuale forma societaria.
La prima apparizione della Mens Sana in un campionato di Serie A risale al 1961-1962; tuttavia la Serie A rappresentava all'epoca il secondo livello dei campionati, al di sotto della Serie A d'élite. La Serie B 1972-1973 vede la società biancoverde conquistare la promozione in massima serie, nella gara decisiva della poule promozione contro la Brina Rieti, disputato in un Dodecaedro stracolmo. La squadra, composta per la maggior parte da atleti senesi, era allenata da Ezio Cardaioli.
La stagione 1973-1974 è la prima per la Mens Sana in Serie A e la squadra, sponsorizzata Sapori, dimostra di poter reggere l'impatto con le blasonate avversarie grazie ad innesti del calibro di Enrico Bovone e Carl Johnson. La Mens Sana centra subito il traguardo delle poule scudetto. Tra la fine degli anni settanta e l'inizio degli ottanta la Mens Sana alterna le proprie presenze tra Serie A1 e Serie A2, fino alla stagione 1985-1986, in cui retrocede in serie B. La Mens Sana trascorrerà quattro stagioni nel terzo livello dei campionati, fino alla promozione in Serie A2 nella stagione 1989-1990 guidata in panchina da Dado Lombardi.

#### Gli anni 1990
Durante gli anni 1990 la Mens Sana si riaffaccia nel massimo campionato italiano. In questo periodo la squadra disputa dei campionati di buon livello e diviene una presenza fissa durante i play-off. Tra i cestisti più affermati che indossano la maglia della Mens Sana in queste stagioni figurano: Wendell Alexis, Darren Daye, Jimmy Oliver, Lucius Davis, Maurizio Lasi, Mauro Sartori, Sherron Mills, John Leslie Turner e Gerard King (poi trasferitosi in NBA). Il vivaio biancoverde forma in quegli anni due futuri professionisti quali Alessandro Frosini e Paolo Moretti.
Il salto di qualità è vicino; nella stagione 1999-2000 la squadra raggiunge i quarti di finale della Coppa Korać, ma viene eliminata dal Barcellona per un solo punto di differenza tra le due partite.

#### I primi anni 2000: le prime affermazioni nazionali ed europee
Nella stagione sportiva 2000-2001 alla Mens Sana approdano Boris Gorenc e Roberto Chiacig e sotto la guida Fabrizio Frates si “roda” in Europa con la Coppa dei Campioni, denominata all'epoca Suproleague: la prima di una lunga serie di consecutive partecipazioni nelle competizioni europee. Chiude la stagione con il sesto posto in campionato e ai quarti di finale dei play-off scudetto.
Nella stagione sportiva 2001-2002, con l'arrivo in panchina di Ergin Ataman e di alcuni buoni giocatori, la società raggiunge la sua prima finale di Coppa Italia, persa contro la Virtus Bologna per 79 a 77. La Mens Sana si rifà nella finale di Coppa Saporta, vinta contro il Valencia Basket Club per 81 a 71. Nel campionato italiano si piazza al 5º posto e viene eliminata ai quarti, ma nonostante ciò si qualifica all'Eurolega grazie alla Pallacanestro Cantù che (eliminata in semifinale) rinuncia alla competizione europea per problemi di budget.

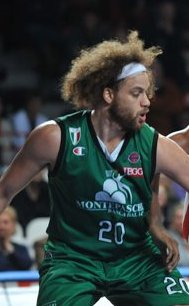
Shaun Stonerook, capitano della Mens Sana dal 2006 al 2012

La stagione 2002-2003 vede la partenza di Boris Gorenc e l'arrivo di Alphonso Ford e Mirsad Türkcan come rinforzi. Siena si afferma a livello europeo raggiungendo per la prima volta la Final Four di Eurolega a Barcellona, chiudendo terza dopo aver perso la semifinale contro la Benetton Treviso per 65 a 62 e dopo aver vinto la finalina contro il CSKA Mosca. In campionato la Mens Sana raggiunge per la prima volta nella storia le semifinali dei play-off, entrando nel novero delle prime quattro squadre italiane.
Nella stagione 2003-2004, che vede il debutto in panchina di Carlo Recalcati, la squadra si rinforza con gli arrivi di David Vanterpool, Bootsy Thornton e David Andersen, mentre partono sia Alphonso Ford che Mirsad Türkcan. La Mens Sana Basket vince il suo primo scudetto battendo nella serie finale per 3-0 la Fortitudo Bologna. La squadra si conferma anche in campo europeo, raggiungendo di nuovo le Final Four di Eurolega, disputate a Tel Aviv, piazzandosi quarta dopo le sconfitte in semifinale contro la Fortitudo Bologna per 103-102, e nella finalina ancora contro il CSKA Mosca.
La stagione 2004-2005 inizia positivamente: la Mens Sana conquista la sua prima Supercoppa italiana battendo la Benetton Treviso al PalaMensSana 85 a 77. In campionato la squadra si ferma ai quarti di finale. Conclusa la stagione partono alcuni pezzi illustri come David Vanterpool, Bootsy Thornton e Roberto Chiacig.
Nella stagione 2005-2006 la Mens Sana acquista Rimantas Kaukėnas e Shaun Stonerook. Raggiunge il terzo posto in regular season. Successivamente viene eliminata ai quarti di finale dalla Virtus Roma. A livello europeo viene eliminata nella regular season di Eurolega.

#### Il ciclo di trionfi (2007-2013)
Il campionato 2006-2007 vede la Mens Sana tornare a vincere sul suolo italiano, conquistando il suo secondo scudetto grazie al successo nella serie finale contro la Virtus Pallacanestro Bologna per 3-0. Alla guida della Mens Sana figura Simone Pianigiani, giovane coach senese che aveva in precedenza ricoperto il ruolo di vice allenatore. La squadra viene premiata anche a livello individuale: il lituano Rimantas Kaukėnas viene nominato MVP delle finali, Terrell McIntyre e lo stesso Pianigiani vincono rispettivamente il premio di miglior giocatore e di miglior coach della stagione regolare.
Nel 2007-2008 la squadra vince la Supercoppa italiana e il suo terzo scudetto, conquistato grazie al successo nella serie finale contro la Virtus Roma per 4-1. Raggiunge per la terza volta in sei anni le Final Four di Eurolega, disputate a Madrid, piazzandosi al 3º posto.
Nel 2008-2009 la Mens Sana vince ancora una volta la Supercoppa italiana contro l'Air Avellino, centra per la prima volta nella sua storia il successo nella Coppa Italia ed è nuovamente campione d'Italia dopo aver chiuso la stagione regolare con una sola sconfitta ed aver vinto la serie finale contro l'Olimpia Milano per 4-0. In campo europeo cede nei quarti di finale di Eurolega contro il Panathinaikos, che poi diventerà campione d'Europa.
Nel 2009-2010 la Mens Sana vince la quarta Supercoppa italiana della sua storia grazie al successo contro la Virtus Bologna (87-65), candidandosi nuovamente come la principale pretendente alla vittoria del campionato di Serie A. Il 21 febbraio 2010 conquista sul campo la sua seconda Coppa Italia, sconfiggendo ancora una volta la Virtus Pallacanestro Bologna. In Europa si ferma alla Top 16 di Eurolega. La squadra senese vince il suo quinto scudetto (il quarto consecutivo) entrando nella storia della pallacanestro italiana perché nessuna società era riuscita a vincere quattro titoli consecutivi dall'introduzione della formula dei play-off. Conclusa la stagione 2009-2010 la società opta per una rifondazione della squadra, con l'obiettivo di vincere ancora in Italia e cercare di affermarsi ad alto livello in Europa. McIntyre, Domercant, Eze e Sato lasciano la Mens Sana; il presidente Minucci decide di puntare su giovani talentuosi, in particolare sul playmaker statunitense McCalebb proveniente dal Partizan Belgrado.

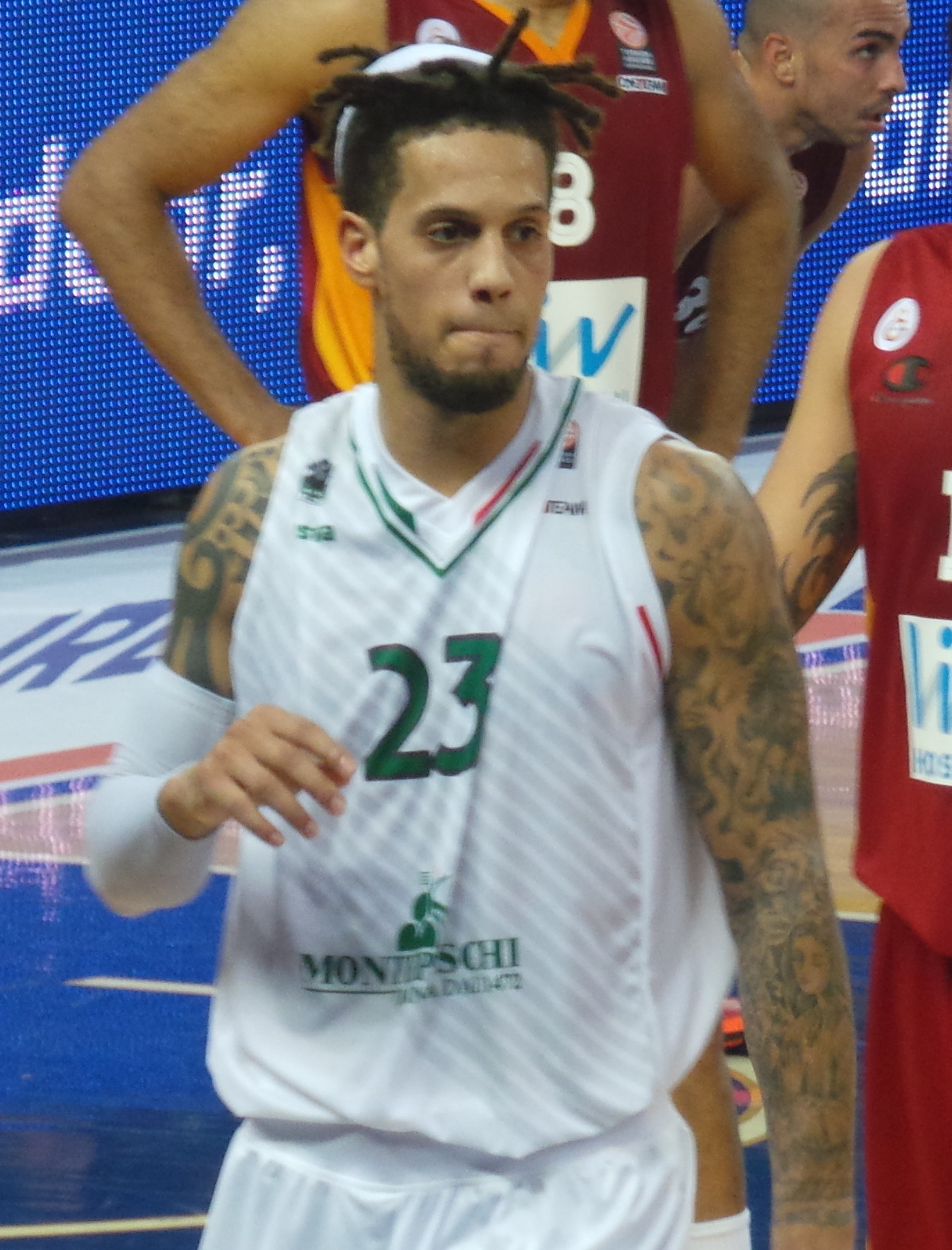
Daniel Hackett alla MontePaschi nel 2013

La nuova stagione inizia subito con un trofeo: la Supercoppa italiana vinta contro la Virtus Pallacanestro Bologna 82-64; Bo McCalebb viene eletto MVP del match. La stagione prosegue con un altro successo: la Coppa Italia, conquistata al termine delle final-eight di Torino, in finale con la Pallacanestro Cantù. I biancoverdi si confermano anche in Europa, centrando la final-four di Eurolega. Gli uomini di Pianigiani perdono però la semifinale contro il Panathinaikos, chiudendo la competizione al terzo posto. La Mens Sana vince lo scudetto 2010-2011, il sesto della propria storia e il quinto consecutivo, eguagliando la striscia di successi dell'Olimpia Milano (vincente dal 1950 al 1954). Questa è la migliore stagione in assoluto nella storia della Mens Sana che non aveva mai vinto i tre trofei italiani e raggiunto le Final Four di Eurolega nella stessa stagione.
Anche la stagione 2011-2012 si apre con una vittoria, quella della Supercoppa italiana. La partita, che si svolge in campo neutro al PalaGalassi di Forlì, vede la Mens Sana sfidare la Pallacanestro Cantù, finalista della Coppa Italia della stagione precedente. Gli uomini di Pianigiani escono vittoriosi dal confronto, e conquistano la sesta Supercoppa della storia biancoverde. MVP della manifestazione viene eletto Kšyštof Lavrinovič. La stagione prosegue con il successo in Coppa Italia. In Eurolega la squadra si ferma ai quarti di finale, eliminata dall'Olympiacos. La Mens Sana vince infine per 4-1 la finale scudetto contro l'Olimpia Milano.
Nell'estate 2012 la società biancoverde progetta una nuova squadra, con l'obiettivo di continuare a vincere cambiando i fattori in campo. Il budget viene ridotto della metà e molti protagonisti del recente passato lasciano Siena. Il primo a partire è coach Simone Pianigiani che passa al Fenerbahçe Istanbul; partono anche McCalebb, Andersen, Kaukėnas, Lavrinovič e Zīsīs. Il capitano Shaun Stonerook decide di ritirarsi dall'attività agonistica. Del vecchio gruppo rimangono solamente David Moss, Tomas Ress, Marco Carraretto (nuovo capitano) e Luca Banchi, promosso allenatore della squadra. La Mens Sana inizia la stagione con una sconfitta: perde infatti la Supercoppa 2012 contro la Pallacanestro Cantù. Un riconoscimento per il lavoro svolto dalla società viene dall'Euroleague Basketball, che decide di invitare la Mens Sana in tournée negli Stati Uniti, per sfidare due franchigie NBA. Siena affronta i San Antonio Spurs ed i Cleveland Cavaliers, divenendo così la prima squadra italiana a disputare un mini-tour oltre oceano. Il primo trofeo del nuovo ciclo arriva a febbraio a Milano con la conquista della Coppa Italia, battendo Varese per 77 a 74 in una emozionante finale, di cui è eletto MVP Daniel Hackett. La squadra ha alcune difficoltà nel gestire il doppio impegno in campionato e in Eurolega (dove la corsa si ferma alle Top 16), collezionando così un numero di sconfitte maggiore rispetto agli anni precedenti e chiudendo la stagione al quinto posto. Questo piazzamento non le consente di avere il fattore campo favorevole nel primo turno dei playoff contro l'Olimpia Milano, grande rivale delle ultime quattro stagioni. Nonostante l'Olimpia vinca le prime due gare casalinghe, la Mens Sana tira fuori il carattere e ribalta la serie superando i rivali meneghini alla settima partita. Dopo Milano si trova di fronte la Pallacanestro Varese, dominatrice della regular season, sconfiggendola in trasferta alla settima partita. La finale mette la Mens Sana di fronte alla Virtus Roma. I biancoverdi ribaltano ancora il fattore campo avverso, vincendo la serie per 4-1 e centrando così l'ottavo scudetto della loro storia, settimo consecutivo.

#### Lo scudetto sfiorato e il fallimento (2014)

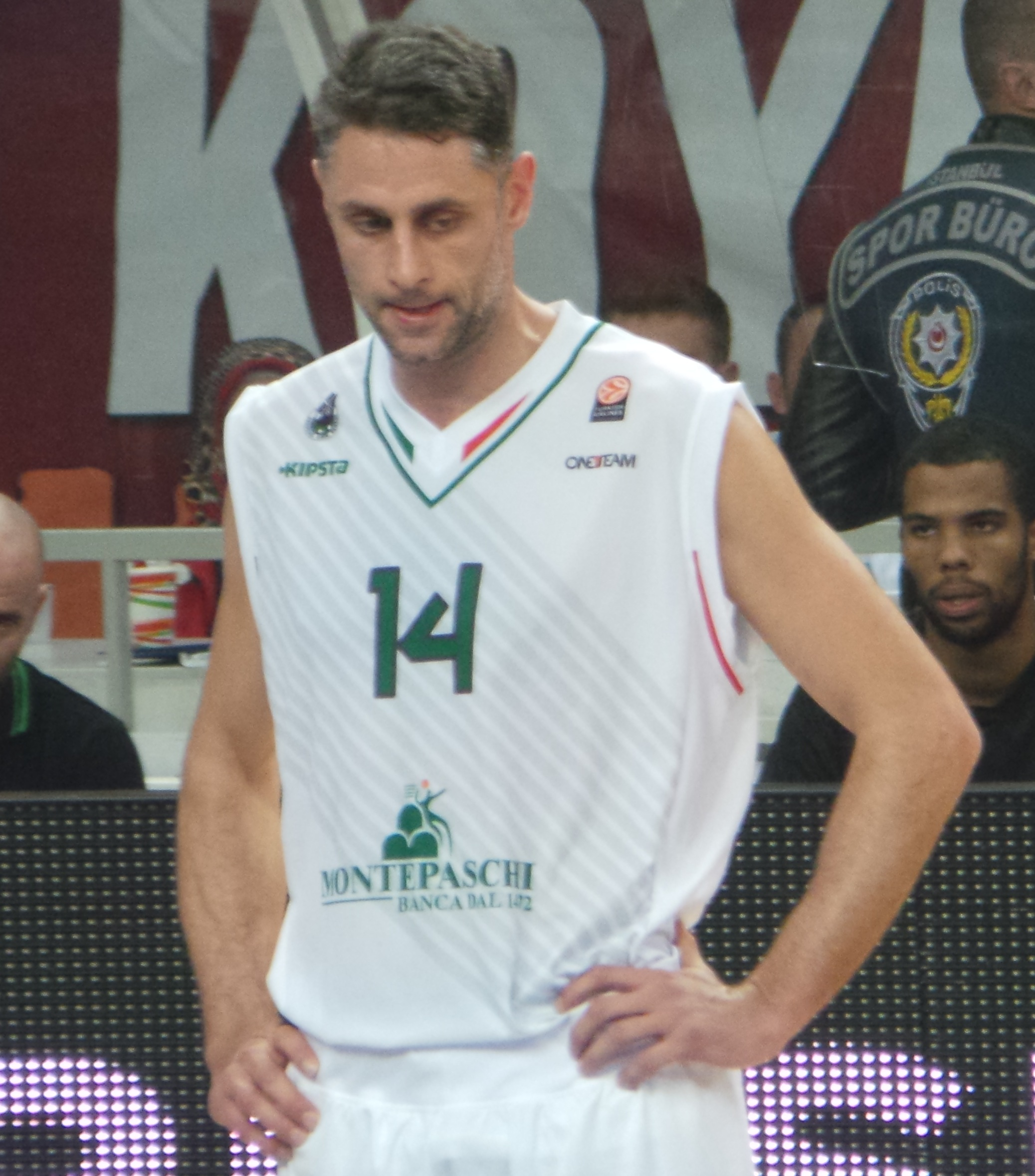
Tomas Ress, l'ultimo capitano della Mens Sana in Serie A

Dopo la conquista dello scudetto 2012/2013, la società decide di cedere David Moss e Kristjan Kangur all'Olimpia Milano, ai quali si aggiungerà successivamente Daniel Hackett; il nuovo allenatore è Marco Crespi e Tomas Ress diventa il nuovo capitano della squadra. Siena partecipa per l'ottava volta alla Supercoppa italiana, vincendola contro Varese. La Mens Sana raggiunge per la sesta volta consecutiva la finale di Coppa Italia, uscendo però sconfitta per mano della Dinamo Sassari. In Eurolega viene eliminata in stagione regolare, retrocedendo in Eurocup e uscendo da questa competizione alle Last 32. In campionato chiude al secondo posto la stagione regolare, approdando poi alla finale scudetto dei playoff contro l'Olimpia Milano dopo aver sconfitto Reggio Emilia e Roma. L'Olimpia si aggiudica le prime due gare in casa, ma Siena riesce nell'impresa di vincere le successive tre gare, due a Siena e una a Milano, portando la serie sul 3-2 in suo favore. In gara 6, al PalaEstra di Siena, è però Milano a vincere per 72 a 74 con un tiro vincente di Curtis Jerrells all'ultimo secondo dopo un tiro da tre punti sbagliato da Matt Janning che entra ed esce dal canestro e che avrebbe potuto consegnare lo scudetto alla Mens Sana.
Nella decisiva gara 7, giocata al Mediolanum Forum di Assago il 27 giugno 2014, sono infine i lombardi ad aggiudicarsi la vittoria finale per 74 a 67, rimontando il vantaggio di otto punti raggiunto dalla Mens Sana nel terzo quarto.
Per quanto riguarda le questioni societarie, il 21 febbraio 2014 il consiglio di amministrazione non approva il bilancio e la Mens Sana viene posta in liquidazione.
Il 15 marzo la società comunica l'avvenuta risoluzione consensuale del contratto con il general manager Ferdinando Minucci, nel frattempo indagato per false fatturazioni e false dichiarazioni, e sottoposto alla misura cautelare degli arresti domiciliari.
Era inoltre in corso un'inchiesta avviata a dicembre 2012 per asseriti pagamenti in nero ed evasione fiscale da parte dei membri del Consiglio del club, tra cui l'ex presidente Ferdinando Minucci.
Il 9 luglio 2014 viene dichiarato il fallimento giudiziario della società, con contestuale nomina del curatore fallimentare.
Il 7 ottobre 2016, a seguito delle condanne per ricettazione, associazione a delinquere finalizzata alla frode fiscale e bancarotta fraudolenta irrogate ai dirigenti del club, il Tribunale Federale della FIP ha revocato la vittoria dei campionati 2011-12 e 2012-13, delle Coppe Italia 2012 e 2013 e della Supercoppa 2013. Ferdinando Minucci, Olga Finetti e Paola Serpi, rispettivamente presidente, segretaria generale e vice-presidente del club all'epoca dei fatti, sono stati radiati. Il 18 aprile 2017 il Collegio di Garanzia del CONI ha annullato la sentenza, restituendo temporaneamente al club i titoli revocati; tuttavia, il 25 ottobre successivo il Tribunale Federale della FIP ha revocato nuovamente i cinque titoli e radiato Minucci.

### Mens Sana Basket 1871

#### La rinascita, la ripartenza dalla B e l'immediata promozione in A2 (2014-2015)
Dopo aver sfiorato un incredibile scudetto e la dichiarazione di fallimento dell'estate 2014, su iniziativa della Polisportiva viene fondata una nuova società, la Mens Sana Siena 1871, con l'intento di proseguire la tradizione cestistica della Mens Sana Basket. La nuova squadra viene affidata a coach Matteo Mecacci, mentre come direttore sportivo viene scelto Lorenzo Marruganti. Per quanto riguarda la rosa, da segnalare il ritorno di Roberto Chiacig nuovamente con il ruolo di capitano della squadra. Il nuovo main sponsor della squadra è la "Gecom", azienda di servizi di sicurezza e vigilanza. La squadra viene ammessa nel girone A della serie B, chiudendo in testa il girone d'andata e guadagnandosi così l'accesso alla Coppa Italia di serie B, venendo però eliminata nel turno preliminare da Cento. Conclude la stagione regolare al 1º posto con due turni di anticipo e vince i play-off di girone dopo aver sconfitto Piombino, Livorno ed infine Cecina, qualificandosi alla final four promozione di Forlì. Dopo la sconfitta nella semifinale contro la Fortitudo Bologna, la Mens Sana conquista la promozione in serie A2 grazie alla vittoria nello spareggio finale contro Agropoli.

#### La Serie A2 (2015-2019)
Il primo atto ufficiale della stagione 2015-2016 che vede la Mens Sana partecipare alla serie A2 (girone Ovest), avviene il 24 giugno 2015 con l'annuncio da parte della Polisportiva della costituzione, in ottemperanza alla previsione normativa della FIP, di una nuova società con il nome di Mens Sana Basket 1871. La nuova società, che si occuperà anche del settore giovanile, nasce come sezione basket distaccata della Polisportiva che ne deterrà in un primo momento l'intera proprietà, con presidente il già direttore sportivo Lorenzo Marruganti. Il nuovo coach è Alessandro Ramagli, mentre Matteo Mecacci ricoprirà il ruolo di vice. Del roster dell'annata precedente viene confermato il solo Alex Ranuzzi (nominato nuovo capitano), mentre tra i nuovi acquisti si segnala il ritorno di Mattia Udom, l'arrivo di giocatori esperti per la categoria come Stefano Borsato e Dane DiLiegro e gli americani Chris Roberts e Darryl "Truck" Bryant. L'8 febbraio 2016 il presidente Marruganti e tre consiglieri d'amministrazione (seguiti pochi giorni dopo dal presidente della Polisportiva Piero Ricci) rassegnano le proprie dimissioni a causa della grave situazione economica della società, derivante dalla mancanza di un main sponsor disponibile a sponsorizzare la squadra o a rilevarne quote sociali. Per impedire la messa in liquidazione e permettere il proseguimento dell'attività sportiva attraverso la raccolta dei fondi necessari, nelle settimane successive nascono l'associazione sportiva "Io tifo Mens Sana Siena" e la società consortile "Basket e Sport Siena", rispettivamente composte da tifosi ed appassionati la prima e imprenditori locali la seconda. L'8 marzo 2016 viene nominato il nuovo CdA della Mens Sana, con Marruganti nuovamente presidente e con all'interno due rappresentanti delle neonate associazione e società consortile. Il nuovo organigramma societario (perfezionato a fine stagione) prevede il 52% delle quote societarie al Consorzio, il 20% all'Associazione, il 18% al socio privato Danilo Bono e il restante 10% alla Polisportiva. In campionato la squadra conclude la stagione regolare al 5º posto, frutto di un miglior rendimento casalingo e nel girone di ritorno nonostante un inizio di campionato altalenante. Nei play-off promozione la Mens Sana incrocia Imola venendo eliminata per 3 a 2, con il fattore campo decisivo per le sorti della serie a favore della squadra romagnola.
La nuova stagione 2016-2017 vede l'organico della squadra nuovamente rivoluzionato, anche come conseguenza della delicata situazione economica dell'annata precedente. Il senese Giulio Griccioli (già alla Mens Sana tra il 1998 e il 2010 come allenatore delle giovanili e successivamente come assistente in prima squadra) sostituisce Alessandro Ramagli (passato alla Virtus Bologna) nel ruolo di allenatore, mentre tra i giocatori vengono confermati solo Lorenzo Bucarelli e Dario Masciarelli. La composizione del roster vede l'inserimento di molti giovani, tra cui il ritorno di Alessandro Cappelletti, affiancati da giocatori più esperti come Simone Flamini (nuovo capitano) e Jonathan Tavernari (reduce da una ottima annata ad Agropoli). Nonostante un ottimo avvio di campionato, la Mens Sana conclude la stagione nelle medio-basse posizioni di classifica rimanendo per la prima volta dopo oltre 20 anni fuori dalla post-season. A pesare sulla stagione alcuni pesanti infortuni che hanno impedito lo sviluppo e l'amalgama della squadra e il persistere della complessa situazione economica derivante dell'assenza di un main-sponsor, assenza interrotta solo ad aprile, alla vigilia dell'ultima giornata di campionato, grazie all'accordo con Soundreef, società italo-inglese di gestione dei diritti d'autore.
L'estate 2017 è caratterizzata da un nuovo riassetto societario con l'ingresso della "Siena Sport Network", società espressione del manager Massimo Macchi (nominato in seguito presidente nel gennaio 2018) e dell'ingegnere Pietro Mele, con una quota societaria del 34% pari a quella del Consorzio Basket e Sport a Siena. A completare la suddivisione delle quote sociali, il 20% dell'associazione Io Tifo Mens Sana Siena, il 10% della Polisportiva e infine il 2% di Danilo Bono. Il 13 settembre 2016 viene annunciato come nuovo presidente Andrea Viviani per il Consorzio, AD è nominato Francesco Bertoletti, mentre il giornalista sportivo Guido Bagatta rivestirà il ruolo di presidente onorario. Il roster viene ampiamente rinnovato con l'inserimento, tra gli altri, di Elston Turner e Devin Ebanks, con il confermato Lorenzo Saccaggi nuovo capitano. Nel gennaio 2018 viene inoltre siglato un accordo con la Polisportiva per il passaggio alla Mens Sana 1871 della guida del settore giovanile tramite la società satellite Mens Sana Basketball Academy. La stagione, sulla falsariga della precedente, si rivela sotto le aspettative con un deludente 11º posto finale: a farne le spese Griccioli, esonerato già nella prima parte del campionato e sostituito da Matteo Mecacci, ed Elston Turner, tagliato per far spazio a Tomáš Kyzlink le cui prestazioni positive si riveleranno fondamentali per il raggiungimento della salvezza.
Alla guida di Paolo Moretti e di una squadra totalmente rivoluzionata sponsorizzata On Sharing, prende il via la stagione 2018-2019 con un handicap iniziale di 3 punti di penalizzazione dovuti ad un pagamento in ritardo delle tasse federali nella stagione precedente. Il senese Tommaso Marino è il nuovo capitano, affiancato dal ritorno di Alex Ranuzzi. La pluriennale crisi societaria, nel febbraio 2019, raggiunge il suo apice con il roster che viene quasi totalmente smantellato vista l'impossibilità della proprietà di far fronte al pagamento di tasse federali e stipendi a giocatori e staff. Il 10 marzo i quattro giocatori “senior” rimasti in squadra e gli under 18 e 20 non danno la loro disponibilità a giocare la partita in trasferta contro Legnano, causando la sconfitta a tavolino 20-0. La settimana successiva, in casa contro Biella, sono i ragazzi delle giovanili a difendere i colori mensanini onorando al meglio la partita. La stagione sportiva della squadra biancoverde si conclude anticipatamente il 19 marzo, con la decisione da parte della FIP di escludere la Mens Sana dal campionato, rea di "slealtà sportiva" avendo fatto scendere in campo non la migliore formazione possibile e andando così ad alterare la competitività della squadra, con il solo scopo di evitare ulteriori rinunce a scendere in campo che avrebbero automaticamente decretato l'esclusione.

### Mens Sana Basketball Academy
Su iniziativa della Polisportiva Mens Sana viene allestita nell'estate 2019 la nuova Mens Sana Basketball Academy: ex-società satellite del settore giovanile della Mens Sana Basket 1871, passata nuovamente sotto la gestione della Polisportiva stessa. La squadra riparte sportivamente dal campionato di Promozione, interrotto anzitempo a causa dell'epidemia di Covid-19 con Siena in testa alla classifica al momento dello stop.
Il 21 agosto 2020 viene ufficialmente annunciato che la squadra parteciperà alla successiva stagione di Serie C Silver.
Il 20 novembre 2022, dopo 57 anni di attesa, la Mens Sana torna a giocare il derby di Siena, conclusosi con il punteggio di 69-64 a favore della Virtus Siena.

### Stemma

Logotipo della Mens Sana usato negli anni '70.
Stemma in uso dal 2023.